# Heinz Fiebig
Heinz Fiebig (Zabrze, 23 maart 1897 – Seesen, 30 maart 1964) was een Duitse officier en Generalmajor tijdens de Tweede Wereldoorlog.

## Leven
Op 23 maart 1897 werd Heinz Fiebig in Zabrze/Opper-Silezië geboren.

### Eerste Wereldoorlog
Op 21 augustus 1914 trad Fiebig als Fahnenjunker in dienst van het II. Ersatz-Bataillon van het 3. Schlesischen Infanterie-Regiment Nr. 156  van het Pruisische leger. Op 6 december 1914 werd hij tot Fahnenjunker-Unteroffizier bevorderd. Vanaf 16 januari 1915 werd zijn regiment aan het front ingezet, waarna hij op 23 januari 1915 tot Fähnrich bevorderd werd. Hij bleef tot het einde van de Eerste Wereldoorlog bij zijn regiment. Daar vervulde hij diverse functies, waaronder Zugführer (pelotonscommandant) en Kompanieführer (compagniescommandant). Op 23 januari 1915 werd Fiebig tot Leutnant bevorderd. Vanaf 8 augustus 1916 diende hij als Regiments-Gasschutz-Offizier (vrije vertaling: regiments-gasbeschermingsofficier). Hierna diende hij vanaf 16 augustus 1916 als adjudant van het 1e bataljon. Van 4 september 1916 tot 2 september 1918 vervulde hij de functie van adjudant van het 2e bataljon. Op 2 september 1918 werd Fiebig tot commandant van de 12e compagnie van het 156e Infanterieregiment benoemd. Op 28 september 1918 raakte hij gewond, en lag tot 15 november 1918 hiervoor in een hospitaal. Na zijn herstel, werd hij op 15 november 1918 in het Ersatz-Bataillon  (reserve-bataljon) van zijn regiment geplaatst. Tegelijkertijd was hij adjudant van het Garnisons-Kommandos Beuthen. Op 1 februari 1919 werd hij weer bij het 156e Infanterieregiment teruggeplaatst.

### Interbellum
In de Weimarrepubliek werd Fiebig in de Reichswehr opgenomen. Van 23 februari 1919 tot 23 maart 1920 was hij compagniecommandant in het Radfahr-Bataillon 8  (8e Fietsbataljon). Hierna volgde zijn benoeming als compagniecommandant in het Radfahr-Bataillon 6  (6e Fietsbataljon), deze functie oefende hij tot 1 mei 1920 uit. Vanaf 1 maart 1920 voerde hij het commando over de Radfahr-Kompanie 11 (11e Fietscompagnie), totdat hij op 1 oktober 1920 naar het Reichswehr-Infanterie-Regiment 12 werd overgeplaatst. Op 30 november 1920 werd hij naar de 3e compagnie van het 3. (Preußisches) Infanterie-Regiment (Reichswehr)  (3e Infanterieregiment) overgeplaatst. Bij dit regiment werd Fiebig op 31 juli 1925 tot Oberleutnant bevorderd. Op 1 oktober 1926 werd hij dan naar de Führergehilfen-Ausbildung, in de staf van de 1e Divisie gecommandeerd. Aansluitend werd hij hierna op 1 oktober 1927 naar het Reichswehrministerium  (ministerie van Defensie) overgeplaatst. Van 1 juli tot 15 augustus 1928 deed Fiebig dienst in de 7. Kraftfahr-Abteilung, en van 16 augustus 1928 tot 25 september 1928 in het 7. Nachrichten-Abteilung. In aansluiting hierop, werd hij naar de 4e MG-compagnie van het 3e Infanterieregiment overgeplaatst, en diende vanaf 1 maart 1929 als MG-officier in de regimentsstaf. Op 1 april 1931 werd hij tot Hauptmann bevorderd en op 1 oktober 1931 werd hij tot regimentsadjudant benoemd. Op 1 september 1934 werd Fiebig naar het Kommandantur in Berlijn overgeplaatst, en was daar vanaf 1 oktober 1934 de chef van de 1e compagnie van het Wach-Regiment Berlin. Op 1 januari 1936 volgde zijn bevordering tot Major. En vanaf 1 november 1936 volgde zijn overplaatsing naar de Kriegsschule Dresden (militaire school Dresden) als leraar. Op 1 maart 1939 werd Fiebig tot Oberstleutnant bevorderd.

### Tweede Wereldoorlog
Tijdens het uitbreken van de Tweede Wereldoorlog, was Fiebig de commandant van het 1e bataljon van het 192e Infanterieregiment. Dit regiment kwam niet tot inzet tijdens de Poolse Veldtocht. Na de Duitse aanval op Nederland in 1940, Achttiendaagse Veldtocht en de Slag om Frankrijk bleef het regiment in Frankrijk achter. Vanaf 1 november 1940 voerde hij het commando over het 1e bataljon van het 575e Infanterieregiment. Vanaf 18 maart 1941 voerde Fiebig het bevel over het 448e Infanterieregiment aan het oostfront. Op 1 februari 1942 werd hij tot Oberst bevorderd. Op 28 februari 1942 werd hij met het Duitse Kruis in goud onderscheiden. Vanaf 1 juni 1943 was hij commandant van de Armee-Waffenschule van het 4. Armee  (4e Leger), tot 12 september 1943 werkte hij in deze functie. Voor een korte duur, van 16 augustus tot 22 augustus 1943, was hij met de leiding (mit der Führung beauftragt) over de 36.  Infanterie-Division  (36e Infanteriedivisie) belast. Op 12 september 1943 nam hij de leiding van de 246. Infanterie-Division  (246e Infanteriedivisie) over, tot hij op 5 oktober 1943 wederom tot commandant van de Armee-Waffenschule van het 4. Armee benoemd werd. Vanaf 25 april 1944 werd hij in het Führerreserve van het (OKH) geplaatst, tegelijk volgde hij een opleiding voor divisiecommandanten. Op 15 augustus 1944 werd Fiebig als plaatsvervangend commandant met het commando over de 712. Infanterie-Division  (712e Infanteriedivisie) belast. Vanaf 26 september 1944 werd hij met de leiding over de 84. Infanterie-Division  (84e Infanteriedivisie) belast, en werd op 1 december 1944 tot commandant benoemd. Gelijktijdig werd Fiebig tot Generalmajor bevorderd. De divisie werd aan het westfront herhaaldelijk vernietigd. Een geplande wederoprichting vond niet meer plaats. Fiebig raakte op de Lüneburger Heide in Brits krijgsgevangenschap. Op 9 januari 1946 werd hij van kamp 1 naar Island Farm Special Camp 11 overgebracht. Op 19 januari 1946 werd hij van het London District Cage (LDC) naar het Island Farm Special Camp 11 overgebracht. Van 24 januari 1946 werd hij weer naar het Island Farm Special Camp 11 overgebracht. Op 17 december 1946 werd hij weer naar de London District Cage teruggebracht. In 1947 werd hij uit zijn krijgsgevangenschap vrijgelaten.

## Na de oorlog
Over het verdere verloop van zijn leven is niets bekend. Op 30 maart 1964 overleed hij in Seesen.

## Militaire carrière
- Generalmajor: 1 december 1944[1][2][5][7]
- Oberst: 1 februari 1942[1][2]
- Oberstleutnant: 1 maart 1939[1][2]
- Major: 1 januari 1936[1][2]
- Hauptmann: 1 april 1931[1][2]
- Oberleutnant: 31 juli 1925 (RDA van 1 april 1925)[1][2]
- Leutnant: 23 januari 1915 (zonder Patent, later vastgesteld op 11 september 1915, naderhand verandert in 1 september 1915)[1][2]
- Fähnrich: 23 januari 1915[1][2]
- Fahnenjunker-Unteroffizier: 6 december 1914[1][2]
- Fahnenjunker: 21 augustus 1914[1][2]

## Onderscheidingen
- Ridderkruis van het IJzeren Kruis (nr.5073) op 8 mei 1945 als Generalmajor en Commandant van de 84e Infanteriedivisie[1][2][7][8]
(opmerking: De VV van het HPA/A stond aan het einde van de oorlog klaar voor ondertekening. Vanuit het perspectief van het Ordensgemeinschaft der Ritterkreuzträger des Eisernen Kreuzes e.V. (OdR), werd de onderscheiding uitgereikt via de "Dönitz-Erlass" ("Dónitz-decreet"). Volgens de Deutsche Dienststelle (WASt)-rapport is dit "decreet" niet rechtsgeldig. De toekenningsdatum is een acceptatie van de OdR.)[9]
- Duitse Kruis in goud op 28 februari 1942 als Oberstleutnant en Commandant van het 448e Infanterieregiment[1][1][2][7][8]
- IJzeren Kruis 1914, 1e Klasse (14 augustus 1917[1][2]) en 2e Klasse (27 januari 1916[1][2])
- Herhalingsgesp bij IJzeren Kruis 1939, 1e Klasse (10 juli 1941[1][2]) en 2e Klasse (25 juni 1914[1][2])
- Kruis voor Oorlogsverdienste, 2e Klasse met Zwaarden[1][2]
- Dienstonderscheiding van Leger en Marine, 1e Klasse (25 dienstjaren)[1][2]
- Gewondeninsigne 1918 in zwart op 17 mei 1926[1][2]
- Erekruis voor Frontstrijders in de Wereldoorlog[1][2]
- Storminsigne van de Infanterie op 18 maart 1942[1][2]
- Medaille Winterschlacht im Osten 1941/42 op 16 juli 1942[1][2]
- Silezische adelaar, 1e Klasse[1] en 2e Klasse[1][2]
- Anschlussmedaille[1]